# Guido Michelmann
Guido Waldemar Michelmann (* 16. Januar 1823 in Brandenburg an der Havel; † 3. August 1898 in Berlin) war ein preußischer Generalleutnant.

## Leben

### Herkunft
Er war der Sohn des preußischen Rittmeisters Gottlieb Michelmann (1780–1858) und dessen Ehefrau Christiane, geborene Kühne (1789–1863). Der spätere Generalmajor Louis Ferdinand von Michelmann (1817–1892) war sein älterer Bruder.

### Militärkarriere
Michelmann besuchte die Stadtschule in Zossen und trat am 12. Oktober 1842 als Füsilier in das 20. Infanterie-Regiment der Preußischen Armee ein. Dort wurde er am 23. März 1843 Portepeefähnrich und mit Patent vom 20. Februar 1847 zum Sekondeleutnant befördert. 1849 nahm Michelmann mit seinem Regiment an der Niederschlagung der Badischen Revolution teil und fungierte vom 1. Oktober 1849 bis zum 31. August 1855 als Adjutant des I. Bataillons. Anfang Dezember 1856 zum Premierleutnant befördert, war er vom 1. November 1857 bis zum 15. Juni 1859 als Kompanieführer zur Dienstleistung beim II. Bataillon des 20. Landwehr-Regiments in Treuenbrietzen kommandiert. Als Hauptmann folgte am 1. Juli 1860 seine Versetzung in das 7. Brandenburgische Infanterie-Regiment. Dort wurde Michelmann am 17. Oktober 1860 zum Chef der 9. Kompanie in Strausberg ernannt. In dieser Funktion führte er 1864 seine Kompanie während des Krieges gegen Dänemark in den Kämpfen bei Missunde, Wielhoi, Frydendal, dem Sturm auf die Düppeler Schanzen sowie beim Übergang nach Alsen. Seine Leistungen wurden dabei durch die Verleihung des Roten Adlerordens IV. Klasse mit Schwertern gewürdigt. Nach dem Krieg erhielt er das Kommando über die 8. Kompanie und befehligte sie auch 1866 im Krieg gegen Österreich in der Schlacht bei Königgrätz.
Am 22. März 1868 erhielt Michelmann den Charakter als Major sowie am 7. Juli 1868 das Patent zu diesem Dienstgrad. Drei Monate später folgte seine Versetzung zum Stab des 1. Schlesischen Grenadier-Regiments Nr. 10 nach Breslau. Während des Krieges gegen Frankreich nahm Michelmann 1870/71 nicht aktiv an den Kampfhandlungen teil, sondern kommandierte das Ersatzbataillon des Regiments. Am 7. November 1871 wurde er zum Kommandeur des II. Bataillons ernannt. Daran schloss sich am 23. April 1872 eine Verwendung als Kommandeur der Füsilier-Bataillons in Oels sowie am 2. September 1873 seine Beförderung zum Oberstleutnant an. Unter Stellung à la suite wurde Michelmann am 11. März 1876 mit der Führung des 2. Rheinischen Infanterie-Regiments Nr. 65 beauftragt. Nachdem er am 22. März 1876 zum Oberst befördert worden war, wurde Michelmann am 18. Mai 1876 zum Regimentskommandeur ernannt. Dieses Kommando gab er am 29. August 1882 ab, wurde nach Münster versetzt und zum Kommandeur der 25. Infanterie-Brigade ernannt. In dieser Stellung wurde Michelmann am 13. September 1882 Generalmajor und zwei Jahre später für seine Verdienste mit dem Roten Adlerorden II. Klasse mit Eichenlaub und Schwertern am Ringe ausgezeichnet. Unter Verleihung des Charakters als Generalleutnant wurde er am 4. Dezember 1886 mit der gesetzlichen Pension zur Disposition gestellt.
Michelmann wurde nach seinem Tod am 6. August 1898 auf dem Friedhof Hasenheide beigesetzt.